# Plískavice pestrá
Plískavice pestrá (Lagenorhynchus cruciger) je druh delfína, který se vyskytuje ve studených vodách antarktické a subantarktické oblasti.

## Systematika
Latinské druhové jméno cruciger je založeno na slovech crux („kříž“) a gero („nesu“), v doslovném překladu tedy „nositel kříže“. Jméno odkazuje ke zvláštnímu barevnému vzoru na těle plískavice. Druh má značně komplikovanou taxonomickou historii, kterou shrnul Goodall at al. (1997).

## Popis

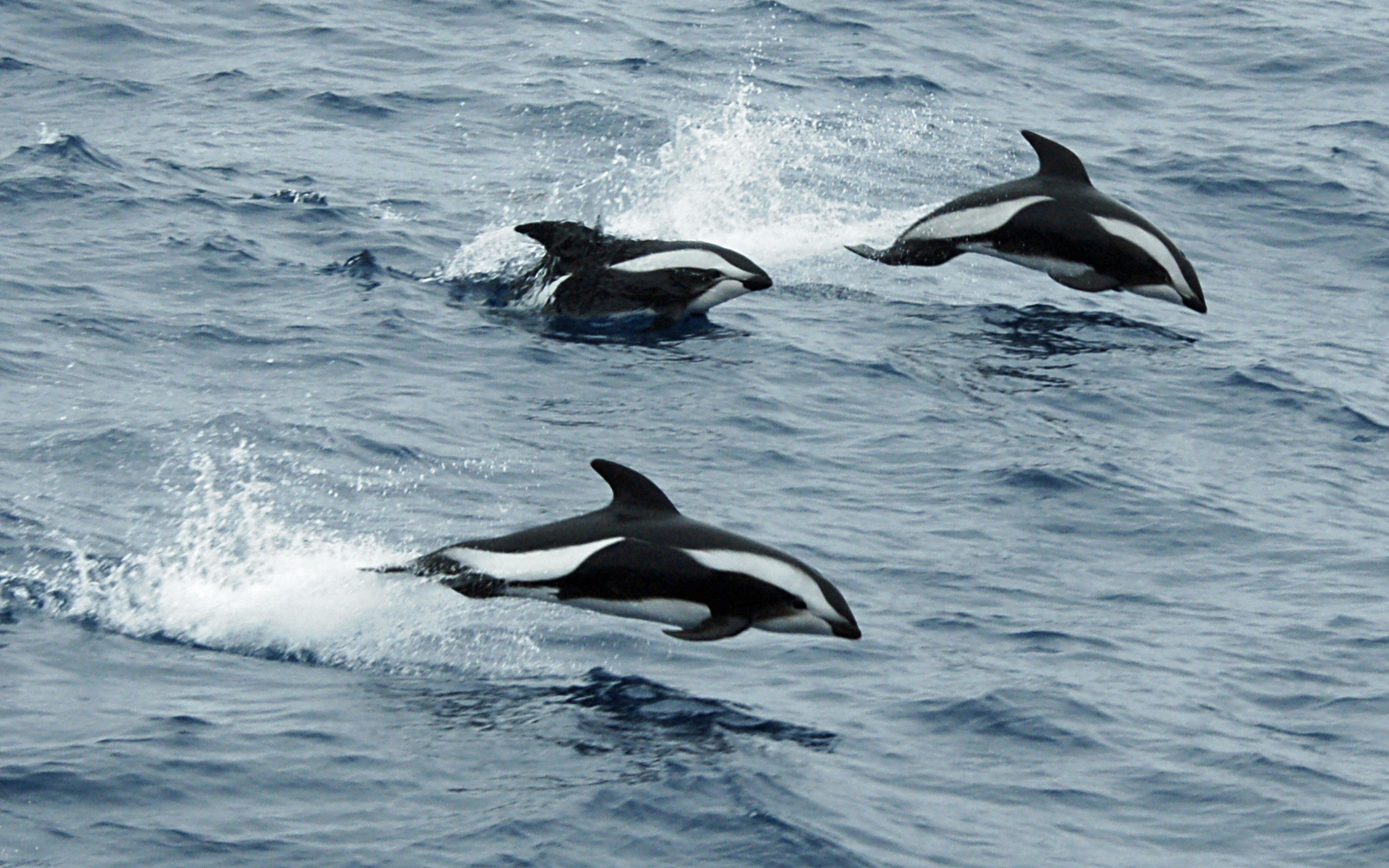
Skupinka plískavic v Drakeově průlivu

Plískavice pestrá má podsadité tělo s vysokou hřbetní ploutví, která může být narovnaná nebo srpovitě zahnutou dozadu. Hřbetní ploutev je usazena ve střední délce těla. Ocas je zavalitý a vykrojený. Kondylobazální délka lebky je 316–370 mm. V horní čelisti se na nachází 26–34 párů prořezaných zubů, v té dolní 27–35 párů prořezaných zubů. První dva obratle krční páteře jsou srostlé. Rypec je extrémně tupý a krátký. Délka těla samců se pohybuje mezi 1,6–1,9 m, samice dosahují kolem 1,4–1,8 cm. Váha samců se pohybuje kolem 90–100 kg, samice mívají kolem 70–90 kg. Předpokládaná délka mláďat při narození je kolem 1 m.
Většina těla plískavice je černá. Na každé straně těla se nachází dva výrazné podélní bílé pruhy. Jeden se táhne od horní strany obličeje po středovou část těla, ten druhý začíná o něco dále a táhne se až k ocasní ploutvi. Oba pruhy jsou někdy spojené tenkou bílou linkou, což dává bílému postrannímu vzoru podobu přesýpacích hodin (odtud anglické běžné jméno hourglass dolphin; hourglass = přesýpací hodiny). Břicho je bílé.

## Areál rozšíření a populace

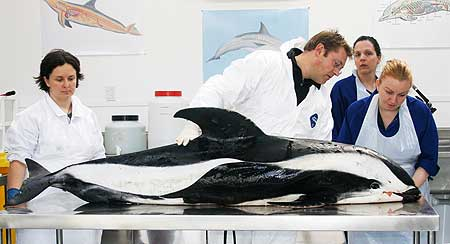
Vědci zkoumající plískavici pestrou

Plískavice pestré mají cirkumpolární rozšíření v Jižním oceánu mezi cca 45–60° j. š., tj. zhruba od jižního cípu Chile po zaledněné pobřeží Antarktidy. Výjimečně se plískavice vydají podél chillského pobřeží dále na sever. Celkovou populaci je složité určit z důvodu geograficky rozlehlému areálu výskytu i jeho extrémně chladné povaze. Podle odhadu z roku 1995 na základě průzkumu populace mezi lety 1976/1977 až 1987/1988 celková populace dosahuje kolem 144 tisíc jedinců. Jedná se o jediného delfína, který se pravidelně vyskytuje jižně od Antarktické konvergence.
Mezinárodní svaz ochrany přírody hodnotí druh jako málo dotčený s tím, že nemá žádné akutní známé hrozby (kromě globálního oteplování a znečištění moří), což je způsobeno extrémním areálem výskytu delfínů, který ještě nebyl tak ovlivněn činností člověka.

## Biologie
O biologii druhu je známo jen minimum informací. Plískavice pestré žijí v malých sociálních skupinkách do cca 12 jedinců, výjimečněji byly pozorovány i větší stáda až do 100 plískavic. Plískavice jsou často k vidění v blízkosti velkých kytovců, nejčastěji plejtváků myšoků. Spojitost výskytu s plejtváky myšoky je dokonce tak velká, že velrybáři v minulosti využívali pozorování plískavich pestrých pro nalezení plejtváků myšoků. Vyskytují se jak v pelagických tak v pobřežních vodách. S oblibou proplouvají a surfují ve vlnách, a to zvláště za velkými loděmi, které mohou pronásledovat i 30 minut. Při plavání mohou dosahovat rychlosti až 22 km / h. Často vyskakují nad hladinu, přičemž kolem sebe stříkají spoustu vody.
Živí se rybami, korýši a desetiramenatci. K predátorům plískavic patrně patří kosatky a tuleni leopardí.